# داماسوس الثاني
البابا داماسوس الثاني (توفي في 9 ديسمبر 1048)، ولد بوبو دي كورانوني, كان البابا من 17 تموز / يوليه 1048 إلى حين وفاته في 9 آب / أغسطس من ذلك العام نفسه. كان ثاني الباباوات الألمان الذين رشحهم من قبل الإمبراطور هنري الثالث. وهو مواطن من بافاريا وكان ثالث الأبوات الألمان وكان واحد من أقصر افترات البابوية.

## وصلات خارجية
- نصوص عن داماسوس الثاني في فهرس مكتبة ألمانيا الوطنية
- مان هوراس K., حياة البابوات في العصور الوسطى في وقت مبكر، المجلد 5: الباباوات في أيام الفوضى الإقطاعية، من Formosus إلى Damasus الثاني، الجزء 2 (لندن 1910)
- Ernst Steindorff (1876), "Damasus II", Allgemeine Deutsche Biographie (ADB) (بالألمانية), Leipzig: Duncker & Humblot, vol. 4, pp. 714–715
- Reinhard Elze (1957), "Damasus II", Neue Deutsche Biographie (NDB) (بالألمانية), Berlin: Duncker & Humblot, vol. 3, pp. 498–498{{استشهاد}}:  صيانة الاستشهاد: postscript (link) صيانة الاستشهاد: ref duplicates default (link)

 (full text online)
- قالب:BBKL
- رودولف شيفرقالب:LexMA3-7608-8903-4قالب:LexMA
- Bertolini, Paolo (1986). "Damaso II". معجم سير الشخصيات الإيطالية (DBI) (بالإيطالية). Istituto della Enciclopedia Italiana. Vol. 32. pp. 289–292.
- باولو بيرتوليني:قالب:EnciclopediaDeiPapi.
- هانز Göttler: Spurensuche ناتش Papst Damasus الثاني. في Pildenau am Inn: und Geschichte Legende de 1. Pontifex Maximus aus Altbayern, Tiefenbach: Verlag Töpfl, 2005